# Berigollapalli, Bagepalli
Berigollapalli là một làng thuộc tehsil Bagepalli, huyện Kolar, bang Karnataka, Ấn Độ.